# Conflicto Hamás-Fuerzas Populares
El conflicto entre Hamás y las Fuerzas Populares es un conflicto en curso en la Franja de Gaza, comenzado en septiembre de 2024. Se trata de enfrentamientos entre el gobierno de Hamás y las Fuerzas Populares, una milicia palestina respaldada por Israel y vinculada al Estado Islámico.

## Trasfondo
Las Fuerzas Populares son un grupo armado palestino opositor de Hamás, activo en la Franja de Gaza y dirigido por Yasser Abu Shabab.  Las Fuerzas Populares están respaldadas por Israel y cuentan con posibles vínculos con el Estado Islámico.    
El grupo, descrito como una pandilla o una milicia,  está compuesto por alrededor de 300 combatientes que operan en el este de Rafah.   El apoyo israelí a las Fuerzas Populares recién se descubrió en junio de 2025, pero el grupo ha estado operativo desde el inicio de la ofensiva de Rafah en mayo de 2024.  

## Cronología

### 2024

#### Septiembre
En septiembre de 2024, Hamás intentó asesinar a Abu Shabab disparando contra un vehículo que creían que le pertenecía. El vehículo en realidad pertenecía a Islam Hijazi, una trabajadora humanitaria de la ONG Heal Palestine, quien murió en el incidente. 

#### Noviembre
El 16 de noviembre de 2024, las Fuerzas Populares atacaron un convoy de 109 camiones de ayuda humanitaria de lasNaciones Unidas, saqueando 98 de ellos. El ataque ocurrió cerca del paso fronterizo de Kerem Shalom.  Los perpetradores, que según la ONU habían sido protegidas las FDI, lanzaron granadas y amenazaron a los conductores de los camiones, obligándolos a descargar su ayuda. El incidente exacerbó aún más la crisis humanitaria de Gaza causada por la guerra.    El incidente ha sido descrito por la UNRWA como "uno de los peores" incidentes de su tipo. 
El 18 de noviembre, un grupo de combatientes de Hamás informó haber llevado a cabo una "operación militar" en contra de los saqueadores en Khan Yunis y Rafah, asesinando al menos a 20 de ellos.  Abu Shabab no estaba en la zona en el momento de los ataques, pero su hermano fue asesinado. 

### 2025

#### Enero
En enero, uno de los asesores militares más importante de Abu Shabab fue ejecutado por Hamás. 

#### Mayo
En mayo de 2025, se informó que las Fuerzas Populares estaban escoltando a los convoyes de ayuda, incluidos vehículos de las Naciones Unidas y de Cruz Roja. Hamás acusó a Abu Shabab de ser un colaboracionista, afirmando que su grupo operaba detrás de terraplenes que aseguraban rutas de entrada humanitaria. Según informes, sus fuerzas estaban escoltando convoyes desde el cruce de Kerem Shalom, armados con rifles AK-47 proporcionados por las FDI.    El 30 de mayo, Hamás publicó un vídeo de sus combatientes atacando a soldados encubiertos de las FDI con un IED. Según algunos medios de comunicación palestinos, los hombres pertenecían a las Fuerzas Populares. 

#### Junio
El 5 de junio, Israel reveló su apoyó hacia las Fuerzas Populares. El legislador opositor israelí Avigdor Lieberman afirmó que las Fuerzas Populares están afiliadas al Estado Islámico.   En un comunicado, Abu Shabab afirmó que su grupo poseía el control del este de Rafah tras expulsar a las fuerzas de Hamás y que contaba con el respaldo de la Autoridad Palestina. 
El 9 de junio de 2025, milicianos de las Fuerzas Populares, junto con las FDI, abrieron fuego en contra una multitud de civiles palestinos que se dirigían hacia un centro de distribución de ayuda apoyado por Israel y Estados Unidos, dirigido por la Fundación Humanitaria de Gaza, matando cerca de 6 personas.  Otras fuentes elevaron las cifras a 14 muertos y cerca de 100 heridos. Associated Press informó que las Fuerzas Populares abrieron fuego contra un grupo de hombres que intentó organizar a la multitud, lo que provocó que la gente cercana "avanzara". Un testigo ocular afirmó que el evento se trató de una emboscada por parte de las Fuerzas Populares y la FDI. Este incidente fue parte de una serie más amplia de tiroteos contra palestinos, con un saldo de 127 muertos.   Ese mismo día, las fuerzas de Hamás emboscaron un coche que transportaba a Issam Nabahin, capturándolo. Nabahin es uno de los tres comandantes de las Fuerzas Populares, tras su captura, Hamás lo acusaró de espionaje y asesinato.  
En la segunda semana de junio, cuatro combatientes de Hamás murieron en un ataque con drones israelíes, supuestamente "para ayudar a la milicia de Abu Shabab". 
El 10 de junio, las Fuerzas Populares tendieron una emboscada a una unidad especial de Hamás llamada "Unidad Flecha", especialista en ejecuciones de colaboracionistas palestinos. Las Fuerzas Populares afirmaron haber asesinado entre 5 y 6 combatientes de Hamás utilizando cohetes antiaéreos.   El 11 de junio, la Fundación Humanitaria de Gaza informó que un autobús que transportaba a sus empleados fue emboscado por Hamas, matando alrededor de cinco trabajadores humanitarios y dejando a otros heridos o posiblemente tomados como rehenes. Hamás acusó más tarde a las víctimas del ataque de ser miembros de las Fuerzas Populares. Ese mismo día, las Fuerzas Populares emboscaron y mataron a 6 oficiales de la "Unidad Flecha"   Ese día, las Fuerzas Populares informaron que al menos 50 de sus milicianos murieron en enfrentamientos armados contra Hamás.  
Reuters informó que, a fecha del 27 de junio de 2025, el grupo tenía el control del este de Rafah. Ese mismo También día,las Fuerzas Populares tomaron el control del Hospital Nasser de Jan Yunis tras un enfrentamiento con Hamás.

#### Julio
El 2 de julio, el Ministerio del Interior gazatí ordenó al líder de las Fuerzas Populares, Yasser Abu Shabab, que se entregara, para ser juzgado por cargos de traición y colaboración con instituciones hostiles. La orden advertía de que, si Shabab no se entregaba en un plazo de 10 días, sería considerado prófugo y juzgado por rebeldía. Las Fuerzas Populares desestimaron el proceso, calificando la orden de «comedia de situación que no nos asusta, ni asusta a ningún hombre libre y con dignidad que ame a su patria y su dignidad».
El 5 de julio, la Sala de Operaciones Conjuntas Palestinas afirmó que Yasser Abu Shabab operaba a favor de los intereses de la ocupación israelí.
El 6 de julio, Abu Shabab admitió el respaldo israelí hacia las Fuerzas Populares.